# NGC 1541
NGC 1541 je galaksija u zviježđu Biku.

## Vanjske poveznice
- SEDS: NGC 1541